# Frahan
Frahan (Waals: Frôhan) is een dorpje in de Belgische provincie Luxemburg. Frahan maakt deel uit van Rochehaut, een deelgemeente van de stad Bouillon. Het dorpje ligt in een meander van de Semois en telt 74 inwoners. Frahan mag zich als geklasseerd bloemendorp een "dorp van de rozen" noemen.

## Geschiedenis
Frahan behoorde vroeger tot het hertogdom Bouillon. Op het eind van het ancien régime werd het een gemeente in het Franse departement Ardennes. In het begin van de 19e eeuw werd Frahan bij de gemeente Corbion gevoegd. In 1858 werd het plaatsje overgeheveld naar de nieuw opgerichte gemeente Rochehaut, die grotendeels van de gemeente Vivy was afgesplitst.

## Bezienswaardigheden

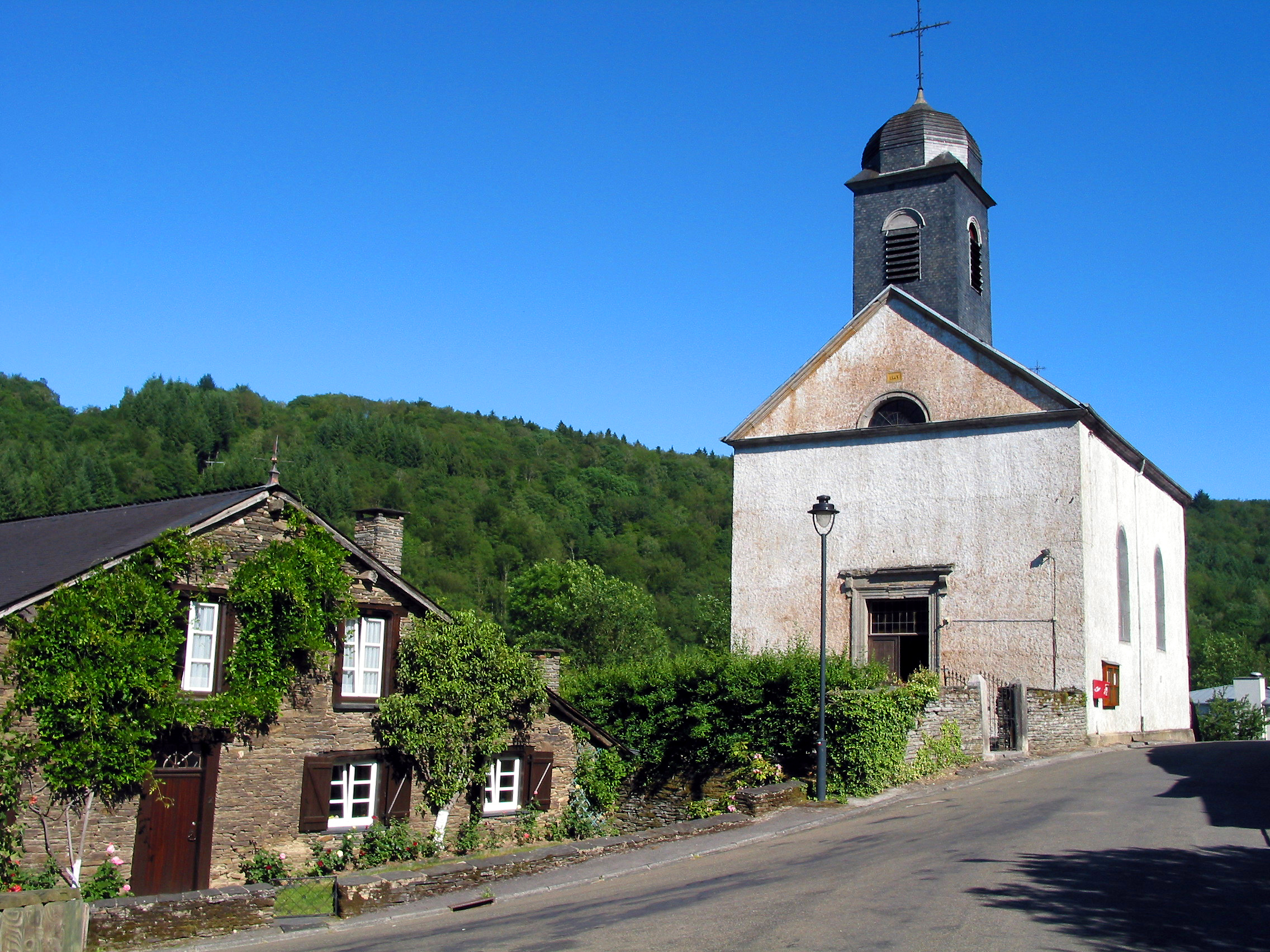
De Onze-Lieve-Vrouw-Hemelvaartkerk

- De Onze-Lieve-Vrouw-Hemelvaartkerk dateert uit 1843.
- Voorts kent Frahan nog een geklasseerde zeventiende-eeuwse woning en een publieke wasplaats.

Deelgemeenten: Bellevaux · Bouillon · Corbion · Dohan · Les Hayons · Noirefontaine · Poupehan · Rochehaut · Sensenruth · Ucimont · Vivy

Overige dorpen: Botassart · Curfoz · Frahan · Mogimont

Overige kernen: Ban d'Alle · Bas Dohan · Beauchenai · Bèrôpré · Bodimont · Boulet · Briahan · Château-le-Duc · Claimont · Closures · Combra · Dessus le Moulin · Germauchamps · Grand Hez · Gros Hêtre · L'Espérance · La Boûle · La Cornette · La Charité · La Gemelle · La Heurette · La Justice · La Patte d'Oie · La Pichelotte · La Ramonette · Lauwé · Laviot · Le Ban · Le Bondon · Le Couroi · Le Soyisse · Le Stayi · Les Blancs Cailloux · Les Champs Bouloi · Les Côtes · Les Crêtes de Frahan · Les Différends · Les Enclaves · Les Longs Champs · Les Quatre Chemins · Les Sentinés · Les Trois Fontaines · Loveté · Menuchenet · Merleux Han · Mohan · Moulin du Bochet · Pré Hoc · Remifontaine · Rond le Duc · Rond Napoléon · Scotifontaine · Tirifontaine · Vardon

Belgische gemeenten · Arrondissement Neufchâteau · Luxemburg · Wallonië